# Warszawskie Centrum Opieki Medycznej „Kopernik”

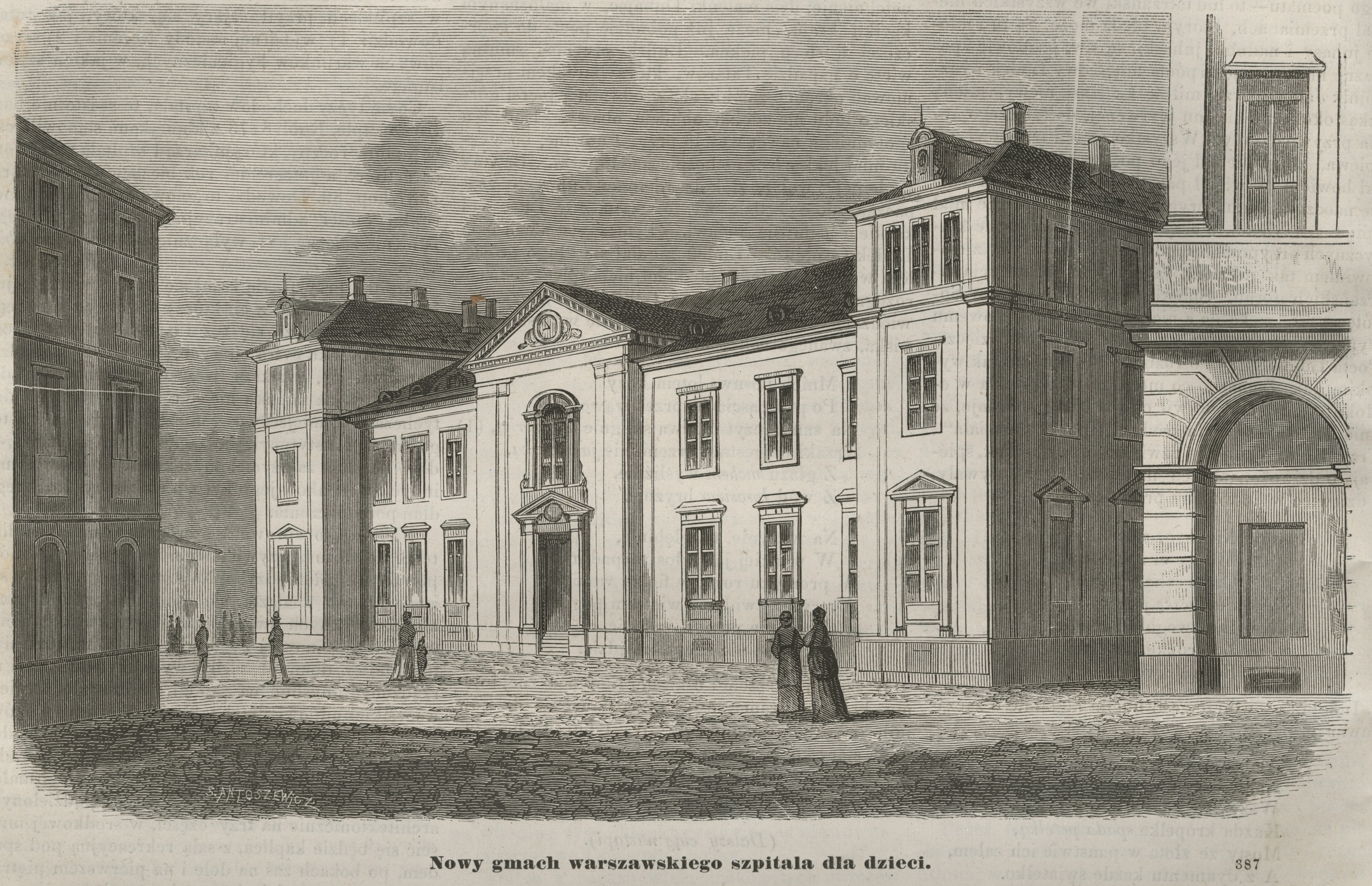
Gmach szpitala przy ulicy Aleksandrii (obecnie Kopernika) zbudowany w 1875 roku

Warszawskie Centrum Opieki Medycznej „Kopernik” Sp. z o.o.,  do 2022 Warszawski Szpital dla Dzieci SPZOZ – podmiot leczniczy mieszczący się w Warszawie przy ul. Mikołaja Kopernika 43, z oddziałami przy al. Wyzwolenia 6 i ul. Przykoszarowej 16.

## Historia
Szpital powstał w roku 1869 dzięki ofiarności publicznej, dobrowolnym składkom i balom dobroczynnym. Pierwsza siedziba szpitala znajdowała się przy ul. Solnej, pod nazwą „Zakładu prywatnego leczniczego dla dzieci dr. Sikorskiego”, któremu powierzono otwarcie lecznicy dla dzieci. Szpital początkowo posiadał oddziały dla chorych na odrę, ospę i płonicę, oddział okulistyczny i salę operacyjną. Większe zainteresowanie przyniosła szpitalowi zmiana nazwy na Warszawski Szpital dla Dzieci. Z czasem dzięki pomocy finansowej ze strony Aleksandry hrabiny Potockiej, Jana Blocha i Wilhelma Raua rozpoczęto starania o budowę nowego szpitala. 18 listopada 1875 rozpoczęto przyjmowanie małych pacjentów w nowym gmachu przy ul. Aleksandrii (zmieniona w roku 1907 na ul. Kopernika). W momencie otwarcia w szpitalu znajdowało się 79 łóżek. W przeciągu następnych lat nastąpiło rozwinięcie się szpitala (otwarcie nowych oddziałów, powiększenie liczby łóżek).
W 1884 roku wybudowano oddzielny pawilon chorób zakaźnych (20 łóżek, 2 separatki i sala operacyjna) z powodu dużej śmiertelności w oddziałach zakaźnych. Od pierwszego dnia powstania szpitala opiekę nad chorymi sprawowały Siostry Miłosierdzia (Szarytki). W ramach wynagrodzenia za charytatywną pomoc szpital zapewnił im mieszkanie z utrzymaniem. W 1934 roku otwarto oddział niemowlęcy – przyjmowano dzieci poniżej 2 roku życia, zmodernizowano laboratorium, pierwszy raz pojawiły się karty chorych dzieci. W tym samym roku zaczęto używać aparatu rentgenowskiego, a baza łóżkowa została poszerzona do 200 łóżek. Dalsze innowacje nie zostały wprowadzone z powodu wybuchu II wojny światowej. Szpital prowadził również działania dydaktyczne dla studentów IV i V roku Wydziału Lekarskiego UW z zakresu chorób wieku dziecięcego.
W czasie trwania powstania warszawskiego szpital przejął rolę szpitala powstańczego. W tym okresie budynki szpitalne uległy znacznym zniszczeniom. W roku 1945 rozpoczął na nowo swoją działalność jako „Miejski Szpital Dziecięcy nr 1”. Leczono dzieci nie tylko z Warszawy, ale z całego kraju. Zespół chirurgów składał się z lekarzy, którzy wcześniej nie pracowali z tak małymi pacjentami. W 1995 przeprowadzono generalny remont na Oddziale Chirurgii, a w następnych latach na kolejnych oddziałach m.in.: Niemowlęcego, Obserwacyjno-Wewnętrznego. Spowodowało to dużą poprawę warunków sanitarnych. W 1998 sytuacja szpitala uległa pogorszeniu wskutek włączenia go w struktury powiatu warszawskiego. Podjęto działania dążące do zamknięcia placówki.
Zmiana zarządu szpitala w 2000 roku spowodowała nową decyzję w sprawie likwidacji – szpital dostał nową szansę. Mimo niskich finansów rozpoczęto kolejne innowacje: zmieniono profil medyczny, otwarto poradnie specjalistyczne i nowe oddziały.
Dnia 22 września 2015 roku  Ministerstwo Zdrowia potwierdziło spełnienie przez Warszawski Szpital dla Dzieci SPZOZ standardów akredytacyjnych w zakresie lecznictwa szpitalnego.
Jakość i bezpieczeństwo w świadczeniu usług medycznych potwierdzają certyfikaty: ISO 9001:2015 oraz ISO/IEC 27001:2013.
W marcu 2014 szpital uzyskał certyfikat „Szpital bez bólu”, Polskie Towarzystwo Badania Bólu wraz z Polskim Towarzystwem Anestezjologii i Intensywnej Terapii, Polskim Towarzystwem Ginekologicznym, Towarzystwem Chirurgów Polskich; Polskim Towarzystwem Ortopedycznym i Traumatologicznym zaświadczają, że Szpital spełnia kryteria wymagane przez PTBB, a tym samym potwierdza wprowadzenie najwyższych standardów uśmierzania bólu pooperacyjnego.
1 grudnia 2022 r. Warszawski Szpital dla Dzieci SPZOZ został przekształcony w Warszawskie Centrum Opieki Medycznej "Kopernik" Sp. z o.o. Prezesem pierwszej kadencji Zarządu została Izabela Marcewicz-Jendrysik.

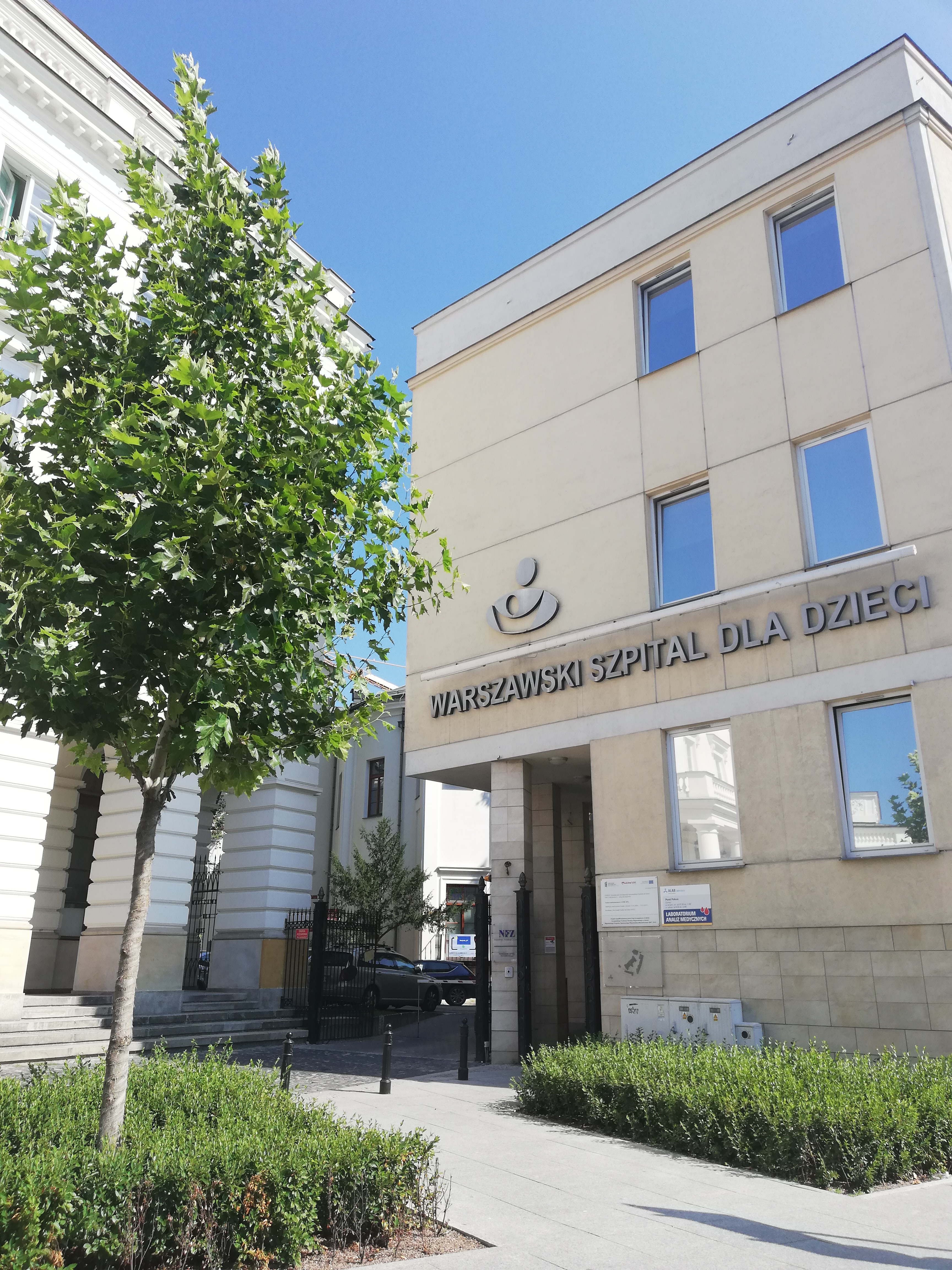
Wejście od ul. Świętokrzyskiej

## Izba Przyjęć
Jej zadaniem jest przyjmowanie pacjentów planowych oraz udzielanie pomocy w systemie ostrodyżurowym przez całą dobę. W Izbie Przyjęć znajdują się gabinet chirurgiczno-ortopedyczny, pediatryczny oraz punkt pobrań.

## Oddziały
Oddział Pediatryczny
Zajmuje się leczeniem w zakresie kardiologii, hematologii, endokrynologii, neurologii i zatruć. Dzieci przyjmowane są od ukończenia 4-go tygodnia życia do 18 roku życia. Oddział składa się z 2 pięter (łącznie 16 sal), gdzie znajdują się 34 łóżka. Badania przeprowadzane są w specjalistycznych pracowniach za pomocą nowoczesnych sprzętów.
Oddział Chirurgii i Ortopedii
Oddział Chirurgii i Ortopedii ma 34 łóżka i mieści się na 2 piętrach zabytkowego budynku A. Nowoczesny blok operacyjny znajduje się w podziemiach, ma dwie sale operacyjne i salę wybudzeń. Oddział wykonuje rocznie ok. 2000 zabiegów z zakresu chirurgii ogólnej, plastycznej, urazowo-ortopedycznej, urologicznej oraz otolaryngologicznej. Operacje wykonuje się w trybie nagłym i planowym.
Oddział Anestezjologii dla Dzieci
Oddział liczy 6 łóżek w lokalizacji przy ul. M. Kopernika 43 oraz 4 łóżka w lokalizacji przy ul. Przykoszarowej 16.
Oddział Chirurgii i Ortopedii w lokalizacji przy ul. Przykoszarowej 16
W Oddziale znajduje się 18 łóżek, wykonywane są zabiegi z zakresu otolaryngologii dziecięcej.

## Rehabilitacja
Ośrodek Dziennej Rehabilitacji Neurologicznej
Zajmuje się dziećmi z opóźnionym rozwojem psychoruchowym i nadpobudliwością, wcześniakami i dziećmi z grupy ryzyka okołoporodowego, z zaburzeniami napięcia mięśniowego. Zajęcia odbywają się w grupach lub indywidualnie z możliwością edukowania rodziców pod względem dalszej pielęgnacji dzieci w domu. Dziećmi zajmują się posiadający certyfikaty kursów metody NDT-Bobath, terapii SI oraz kinezyterapii psychomotorycznej fizykoterapeuci.
Ośrodek Dziennej Rehabilitacji Narządu Ruchu
Usprawnia dzieci i młodzież ze schorzeniami wrodzonymi oraz uszkodzeniami pourazowymi układu kostno-stawowego. Przy pomocy wykwalifikowanej kadry pacjenci szybko odzyskują sprawność fizyczną i powracają do poprzedniego stanu zdrowia.

## Przychodnia Przyszpitalna
Celem przychodni jest dokładne zbadanie i rozpoznanie choroby poprzez badania specjalistyczne, podmiotowe i przedmiotowe. W przychodni znajdują się poradnie specjalistyczne:
- Poradnia Alergologiczna
- Poradnia Chirurgii Ogólnej
- Poradnia Chirurgiczno-Ortopedyczna
- Poradnia Chirurgii Plastycznej dla Dzieci
- Poradnia Endokrynologiczna
- Poradnia Ginekologiczna dla Dziewcząt
- Poradnia Kardiologiczna
- Poradnia Nefrologiczna
- Poradnia Neurologiczna
- Poradnia Neonatologiczna
- Poradnia Otolaryngologiczna
- Poradnia Szczepień dla Dzieci z grup wysokiego ryzyka
- Poradnia Urologiczna
- Poradnia Wad Postawy

## Poradnia Stomatologiczna "Dentezja"
Poradnia wykonuje zabiegi w pełnym zakresie stomatologii zachowawczej z endodoncją, chirurgii stomatologicznej oraz periodontologii wyłącznie w znieczuleniu ogólnym.

## Przychodnia Specjalistyczna przy al. Wyzwolenia 6
W przychodni działają następujące poradnie specjalistyczne:
- Poradnia Dermatologiczna
- Poradnia Kardiologiczna
- Poradnia Okulistyczna
- Poradnia Otolaryngologiczna
- Poradnia Ortodontyczna
- Poradnia Chirurgii Ogólnej
- Poradnia Neurologiczna

## Centrum Rozwoju Twojego Potencjału "TOGO"
Centrum Rozwoju Twojego Potencjału "TOGO" świadczy usługi terapeutyczne w ramach środowiskowej opieki psychologicznej i psychoterapeutycznej. Centrum działa w dwóch lokalizacjach - przy al. Wyzwolenia 6 oraz przy ul. Przykoszarowej 16.

## Zakład Elektrofizjologii
Posiada pracownię EEG, której przy pomocy cyfrowego aparatu Digi Track EEG i Video EEG, badane są dzieci z padaczką i zaburzeniami napadowymi.

## Pracownie Diagnostyczne
- Pracownia badań urodynamicznych
- Pracownia Diagnostyki Obrazowej (USG, RTG, CT)